# Car An od Jina
Car An od Jina (382–419), osobno ime Sima Dezong (司馬德宗), bio je car Kine iz Istočne dinastije Jin. Kineski povijesni izvori ga opisuju kao mentalno retardiranu osobu koja nije bila u stanju govoriti, odnosno samostalno se oblačiti i hraniti. Usprkos toga ga je otac car Xiaowu godine 387. proglasio krunskim princom, a na prijestolje je došao nakon očeve smrti 397. Zbog njegovog stanja su upravom dominirali regenti i gospodari rata. Prvi je bio njegov stric Sima Daozi, koga je smijenio njegov vlastiti sin Sima Yuanxian. Njihova vlast se pokazala nesposobnom, izazvaši niz ustanaka širom zemlje. Godine 403. se od svih ustanika pokazao najuspješnijim vojskovođa Huan Xuan koji je 403. nakratko preuzeo carsko prijestolje. Sljedeće godine je 404. car An vraćen na prijestolje, ali je stvarnu vlast imao novi regent Liu Yu. Pod njegovom upravom je dinastija Jin značajno proširila svoju teritoriju, anektiravši sjeverne države Južni Yan i Kasniji Qin. Smatrajući da je dovoljno osigurao vlast, Liu Yan je cara Ana 419. dao zadaviti i na njegovo mjesto postaviti brata koji je nakratko vladao car Gong, označivši kraj dinastije Jin koju će smijeniti dinastija Liu Song.